# 11829 Tuvikene
11829 Tuvikene eller 1984 EU1 är en asteroid i huvudbältet som upptäcktes den 4 mars 1984 av den belgiske astronomen Henri Debehogne vid La Silla-observatoriet. Den är uppkallad efter astronomen Tõnu Tuvikene.
Asteroiden har en diameter på ungefär 3 kilometer.